# Cala Luna

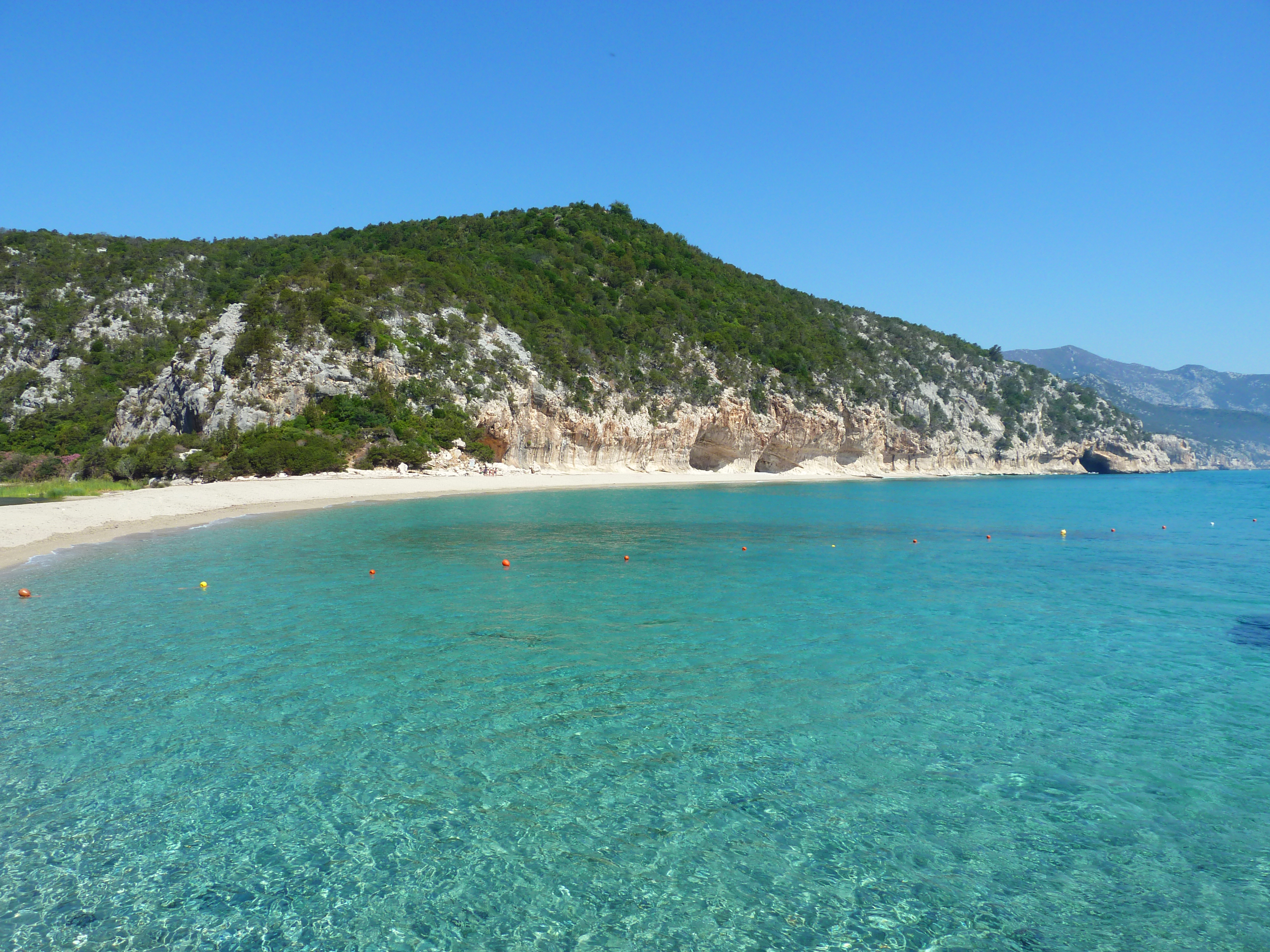
Cala Luna

Cala Luna è una spiaggia del golfo di Orosei, a metà fra i comuni di Dorgali e Baunei.

## Caratteristiche
La spiaggia rappresenta la foce di un torrente che segna il confine dei territori comunali di Dorgali e Baunei, comuni che rivendicano a loro volta la loro giurisdizione del sito. Tale torrente, chiamato Codula di Luna, si sviluppa per alcuni chilometri, originandosi alle pendici del monte Oseli (984 m s.l.m.) nel comune di Urzulei.
La spiaggia si caratterizza per la presenza di alcune grotte e insenature nella parte antistante alla battigia, dovute all'azione di erosione del mare sulla roccia di origine calcarea.
Cala Luna è famosa per la sua bellezza e particolarità, ed è stata utilizzata come cornice per la registrazione di alcune pellicole cinematografiche.

## Itinerario
Si può raggiungere agevolmente via mare, attraverso il servizio fornito da alcune imbarcazioni che effettuano la spola con i vicini porti di Cala Gonone, Santa Maria Navarrese, La Caletta e Arbatax.
Raggiungere la spiaggia via terra richiede un paio d'ore, con il sentiero che parte da cala Fuili, un saliscendi sulle scogliere abbastanza impegnativo sovrasta le grotte del Bue Marino, una diramazione porta all'ingresso via terra della grotta, e cala Oddoana prima di scendere verso la Cala Luna.

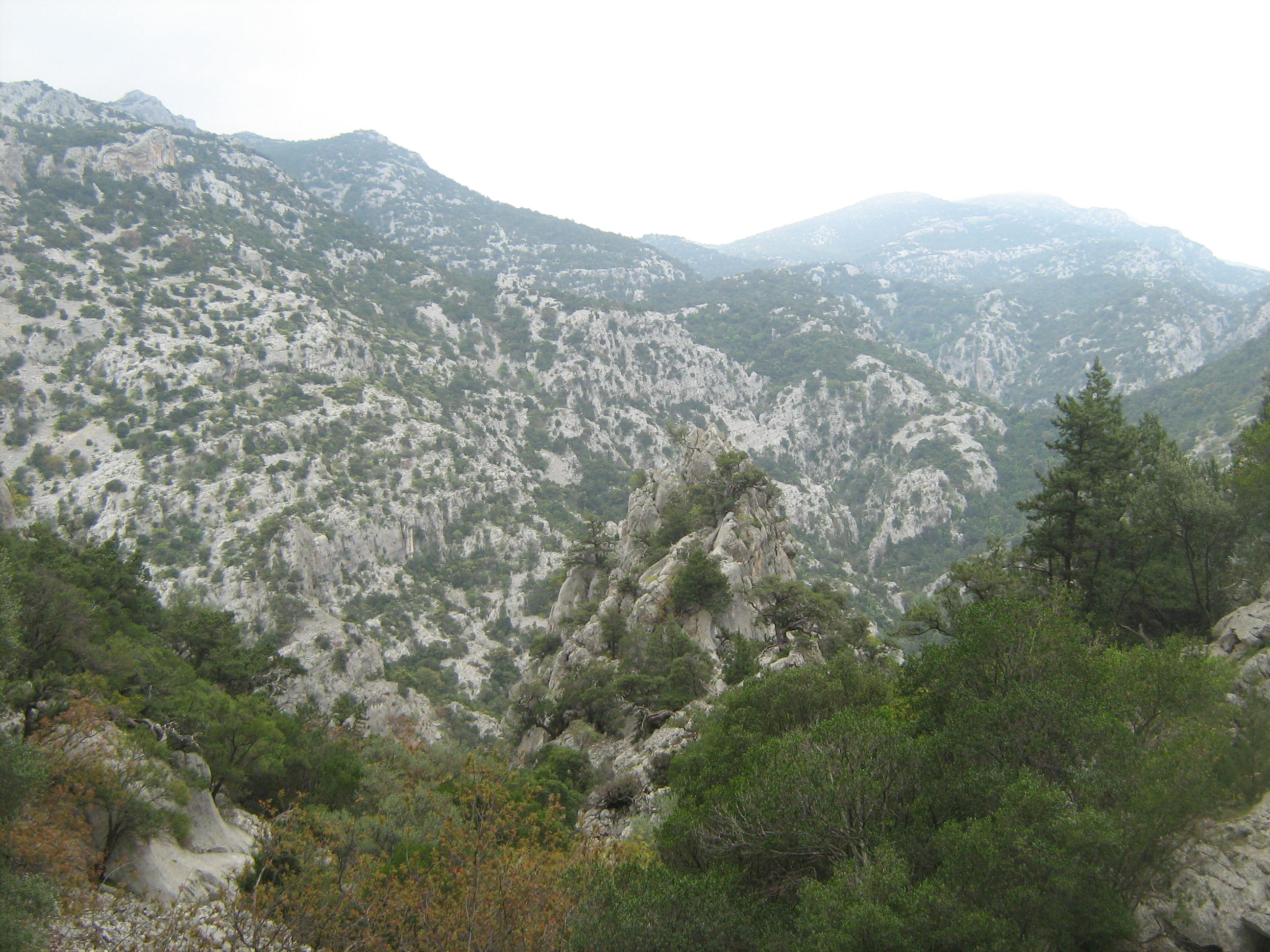
Codula di Luna

In alternativa si può raggiungere la spiaggia dal bivio posto al km 172,100 della SS 125. Si percorre una stretta strada asfaltata, con ripidi tratti in salita e discesa, per circa 10 km fino alla località di Telettotes dove essa termina. Da qui occorre proseguire a piedi per altri 10 km circa all'interno della Codula di Luna seguendo il greto del torrente.
Una terza possibilità consiste nell'imboccare la carrareccia che dalla strada Dorgali-Cala Gonone si apre all'altezza del monte Malopès (253 m s.l.m.). Da qui si prosegue per circa 8 km in direzione di Cuili Bucchiarta. Da qui un ripido sentiero, denominato S'iscala 'e su molente, conduce nella Codula di Luna a circa 2 km dalla spiaggia.

## Nella cultura di massa

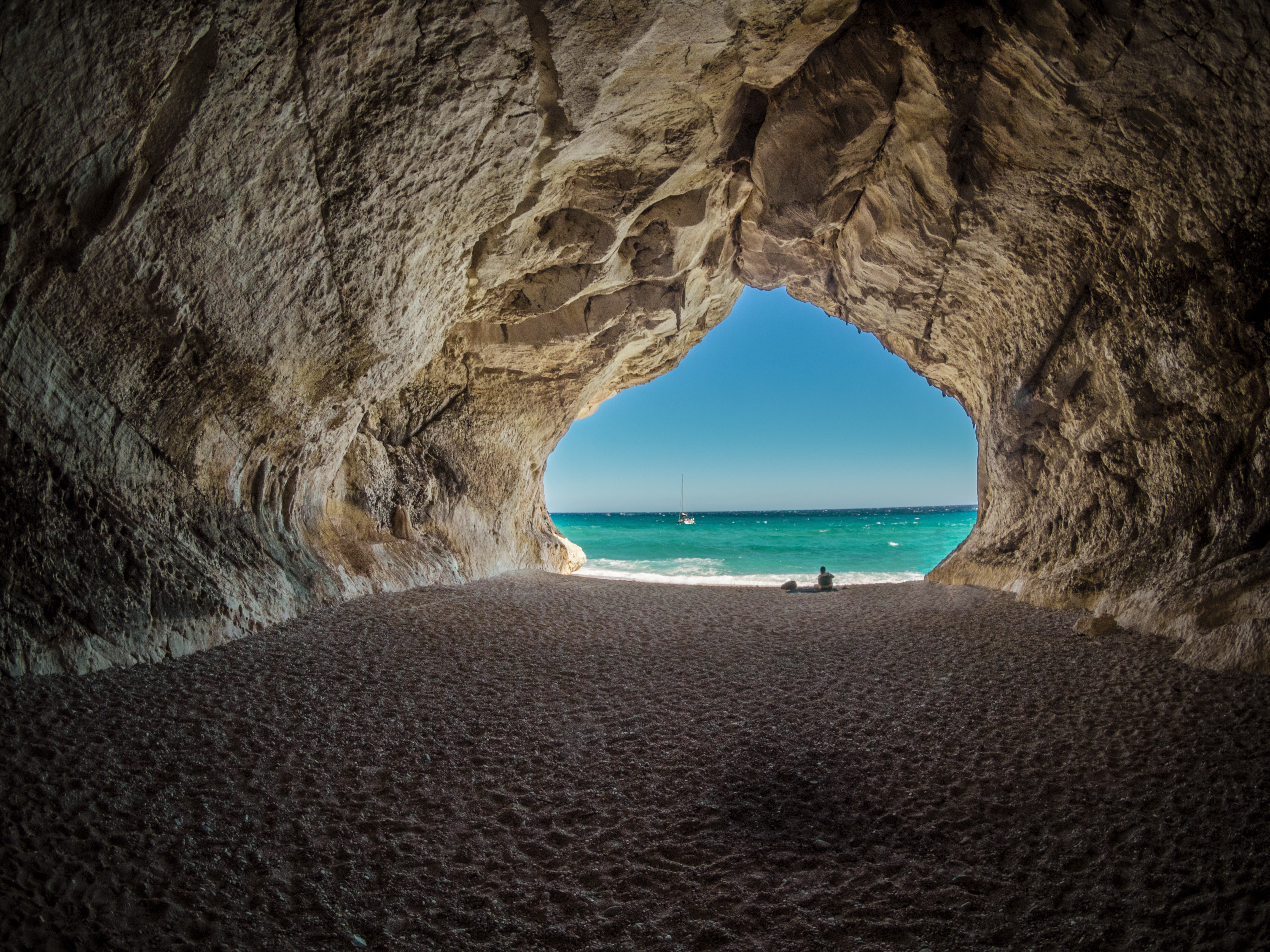
Grotta di Cala Luna

La spiaggia è stata scelta quale set di diversi film:
- Scarabea - Di quanta terra ha bisogno un uomo?, regia di Hans-Jürgen Syberberg (1969), con Walter Buschhoff, Nicoletta Machiavelli.
- Travolti da un insolito destino nell'azzurro mare d'agosto, regia di Lina Wertmüller (1974), con Mariangela Melato, Giancarlo Giannini.
- Il signor Robinson, mostruosa storia d'amore e d'avventure, regia di Sergio Corbucci (1976), con Paolo Villaggio, Zeudi Araya.

Il gruppo cileno degli Inti-Illimani ha dedicato a questa spiaggia e a tutta la Sardegna una canzone intitolata Danza di Cala Luna.